# タッチでGo!新幹線
タッチでGo!新幹線（タッチでゴーしんかんせん）は、Suicaをはじめとした交通系ICカード全国相互利用サービス対応のIC乗車カードを使用して、東日本旅客鉄道（JR東日本）管内の新幹線路線の自由席に乗車できるサービスの名称である。

## 概要
交通系ICカード全国相互利用サービス対応のICカード（Suica・PASMO・Kitaca・TOICA・manaca・ICOCA・PiTaPa・SUGOCA・はやかけん・nimoca）またはモバイルSuicaやSuica機能付きの地域連携ICカード（totraなど）を利用し、JR東日本管内の新幹線路線の区間を自由席に限りそのまま利用できるサービスである。2017年12月に発表され、翌2018年4月1日にサービスを開始した。

### 利用開始登録
サービスを利用する際には、初回利用前に自動券売機等（JR東日本の首都圏・仙台・新潟・青森・盛岡・秋田エリア内の駅および新幹線停車駅にある、自動券売機・チャージ専用機・多機能券売機）で対象となるICカード等を登録する必要がある。モバイルSuica・Apple PayのSuicaの場合はモバイルSuicaアプリからも利用開始登録が可能だが、モバイルPASMO・モバイルICOCAの場合はチャージ専用機での利用開始登録登録が必要となる。
交通系ICカード全国相互利用サービス対象の10カード以外のIC乗車カードは初回登録ができず利用できない。

## 料金
本サービス専用料金（所定の新幹線停車駅相互間の運賃と自由席特急料金を合算した金額）が適用され、対象カード等のSF残額から引き去られる。運賃相当額に在来線における「IC運賃」は適用されない。
利用期間の制限は特になく通年利用可能。登録料、年会費などは無料。シーズン別特急料金（割増「最繁忙期・繁忙期」/割引「閑散期」共）はなく年間を通して同額である。
入場の際は隣の新幹線駅の（運賃＋特急料金の合算額）初乗り以上の残額が無いと入場できない。
小児用Suicaにも適用可能（本サービスのこども用専用料金が適用される）。
別途用意した紙のきっぷと組み合わせて、運賃部分のみ、あるいは特急料金部分のみを利用することはできない。
- 特定都区市内制度は適用されない（新幹線の前後に在来線を利用する場合、別途運賃が計算される）ため、「タッチでGo!新幹線」を利用した方が安くなるケース、逆に利用しない方が安くなるケースが存在する[5]。
- 東京駅での新幹線相互乗換でも、運賃が東京駅で分割されるので、通常の切符の方が総額が安いパターンが多い。
- 山形新幹線及び秋田新幹線の新幹線停車駅相互間で「タッチでGo!新幹線」を利用すると、同区間で奥羽本線（山形線）・田沢湖線の普通列車（一部又は全区間）に乗車した場合でも特急料金込みの金額が引き去られる（Suicaエリア内では、在来線用のIC改札機は別に設置されている）。
- 乗車前の決済を前提とした各種割引（往復割引(2026年廃止予定）、学生割引およびジパング倶楽部/大人の休日倶楽部等）は適用されない。事前に予約できる場合はこれらの割引された切符や「新幹線eチケット」トクだ値等の指定席（区間・期間・利用列車・座席数制限あり）を購入した方が安い場合がある。

## 対象区間・路線
- 東北新幹線：東京駅 - 盛岡駅 - 新青森駅（全線）
- 秋田新幹線：盛岡駅 - 秋田駅（全線）
- 山形新幹線：福島駅 - 新庄駅（全線）
- 上越新幹線：東京駅 - 新潟駅・越後湯沢駅 - ガーラ湯沢駅（全線）
- 北陸新幹線：東京駅 - 上越妙高駅（JR東日本管内全線）

### 過去の対象路線
- 山形新幹線：東京駅 - 新庄駅（福島駅をまたがって利用する場合）（ - 2022年3月12日）

### 対象にならない区間
本サービスの利用可能な区間は基本的に「新幹線自由席特急料金の通算が行われる区間」に限られる（乗り継ぎ料金制度#特急料金・急行料金の通算参照）。このため、以下のような通し乗車は出来ない（乗り継ぎ駅で一度改札を出ることが必要）。
- 大宮駅で東北新幹線小山駅以遠（仙台駅方面）と上越・北陸各新幹線相互間（高崎駅方面）を乗り継ぐ場合
- 高崎駅で上越新幹線上毛高原駅以遠（新潟駅方面）と北陸新幹線相互間（長野駅方面）を乗り継ぐ場合
- 越後湯沢駅で上越新幹線の浦佐駅以遠（新潟駅方面）とガーラ湯沢駅相互間を乗り継ぐ場合
- 盛岡駅をまたがっての利用（利用する新幹線の方面に関係なく盛岡駅をまたがった利用自体が不可）
- 福島駅をまたがって東北新幹線と山形新幹線との間を利用する場合（2022年3月12日までは東京 - 新庄間が利用可能であった）

前述の各路線対象区間外（北海道新幹線区間および北陸新幹線上越妙高駅以西）との間で乗り越しての利用はできない（別途、乗車券や特急券などが必要）。

## 注意事項
対象区間内の駅において、新在乗換改札口で新幹線区間に、本サービス登録済みカードとは別に新幹線区間の切符を適用する場合には、切符を先に投入する必要がある。先に本サービス登録済みカードをタッチすると、本サービスを利用するものとして取り扱われるため、当該切符を利用した乗車ができなくなる（誤操作に伴う取消処理が必要）。
原則として本サービスで指定席を利用することはできない。全車指定席の列車については仙台駅以北及び山形新幹線（福島駅以北）に設定される特定特急券（立席特急券相当）に準じて取り扱われる。
- 「かがやき」：乗車不可（北陸新幹線は自由席があるはくたか・あさまは乗車可）
- 「はやぶさ」・「はやて」：盛岡駅 - 新青森駅間の相互間と、仙台駅 - 盛岡駅間の相互間（途中停車駅設定のある列車に乗車する場合に限る）に限り乗車可。
- 「こまち」：盛岡駅 - 秋田駅間の相互間と、仙台駅 - 盛岡駅間の相互間（途中停車駅設定のある列車に乗車する場合に限る）に限り乗車可。
- 「つばさ」：福島駅 - 新庄駅間の相互間に限り乗車可。

在来線の場合と異なり、JR東日本管内であっても、新幹線入出場時にはSuicaオートチャージ機能は働かない。
対象区間・路線が乗車可能なIC定期券を搭載している場合は以下のように取り扱う。
- Suica FREX定期券（FREXパル定期券含む）で利用する場合は、定期券区間外を「タッチでGo!新幹線」料金で精算する。ただし、定期券区間の前後に連続して利用する場合は「前後区間額の合計」と「一連区間の金額」を比較して安い方で精算する。
- 新幹線停車駅が2駅以上含まれるSuica定期券で利用する場合は、定期券区間をSuica定期券用特急料金で、定期券区間外を「タッチでGo!新幹線」料金で精算する。ただし、一連区間を「タッチでGo!新幹線」で精算した方が安い場合はそちらで精算する。

## その他
2時間以上の遅延があった場合、本サービス専用料金の運賃相当額（別途規定）だけをSF残額から引き去る扱いとなり、特急料金相当額は引き去られないため、払い戻しの手間がかからない。
交通系ICカードを認証手段として用いる「新幹線eチケット」の予約がある場合はeチケットでの取り扱いが優先される（新幹線eチケット＞新幹線IC定期券＞タッチでGo!新幹線）。タッチでGo!新幹線を利用する際には事前に新幹線eチケットから該当予約を取り消ししてから使用する必要がある。

### 注記
1. ↑  サービス開始から2020年3月13日まではキャンペーン価格として割引が設定されており、例えば東京 - 宇都宮間では200円引きだった。